# Kansas City Scouts

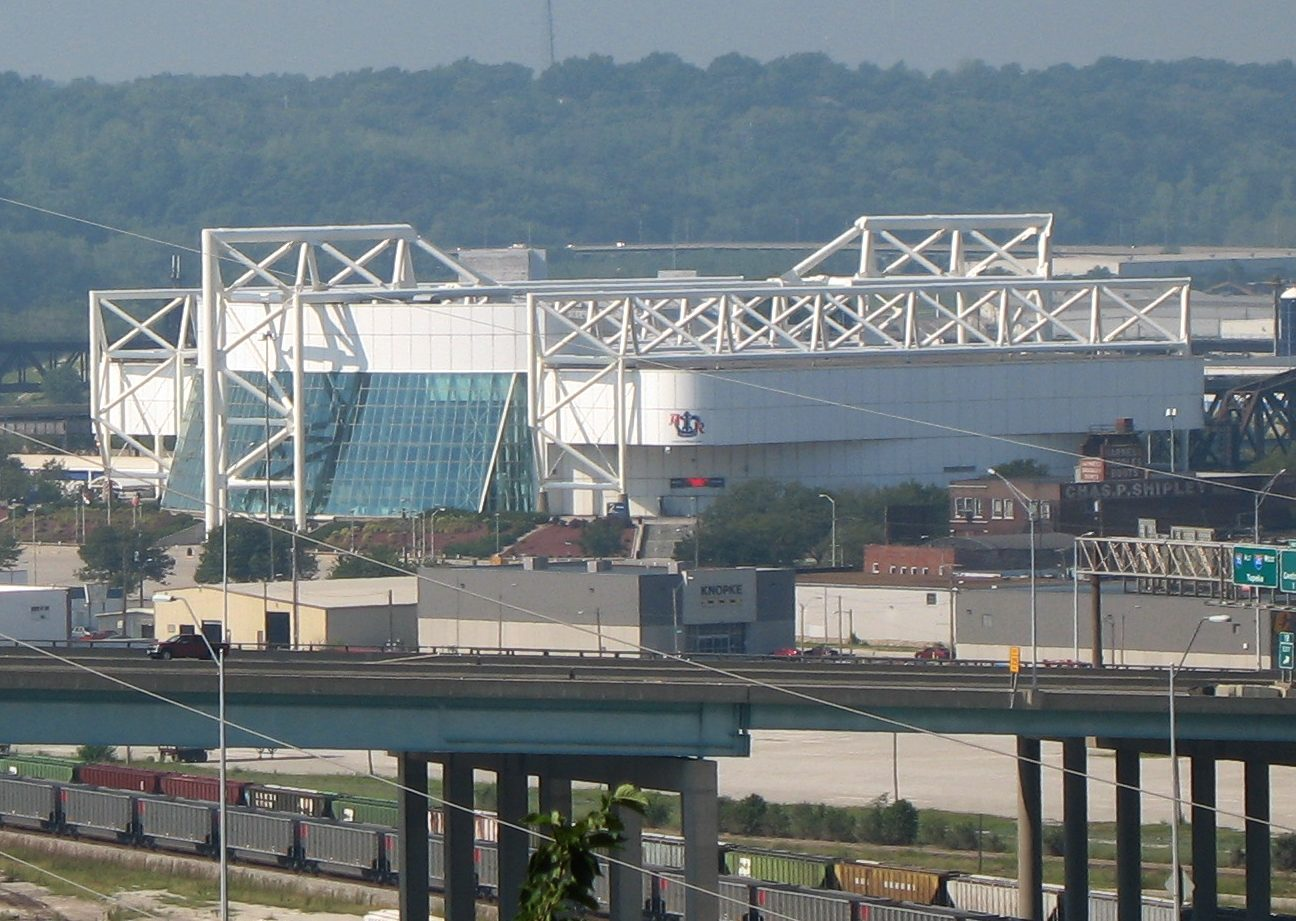
Kemper Arena som Kansas City Scouts spelade sina hemmamatcher i.

Kansas City Scouts var ett professionellt ishockeylag i Kansas City, Missouri, som spelade i NHL mellan 1974 och 1976 innan klubben flyttade till Denver, Colorado, och blev Colorado Rockies. Men Rockies förblev bara i Denver fram till 1982 då klubben flyttades till East Rutherford, New Jersey, och blev New Jersey Devils.
Arenan Scouts spelade i var Kemper Arena.

## Historia

### Kansas City fick ett lag
NHL bestämde sig för att utöka ligan 1974 och Kansas City, Missouri, och Washington, D.C. fick varsitt lag. Den inledande säsongen samlade laget endast ihop 41 poäng med 15 vinster, 54 förluster och 11 oavgjorda på 80 matcher. Det gick till och med sämre under andra säsongen då laget skrapade ihop 36 poäng efter 12 vinster, 56 förluster och 12 oavgjorda på 80 matcher. Scouts vann endast 27 av 160 matcher i grundserien mellan 1974 och 1976.
Under de två säsongerna avverkade laget tre tränare; Bep Guidolin, Sid Abel och Eddie Bush.

### Slutet för Scouts

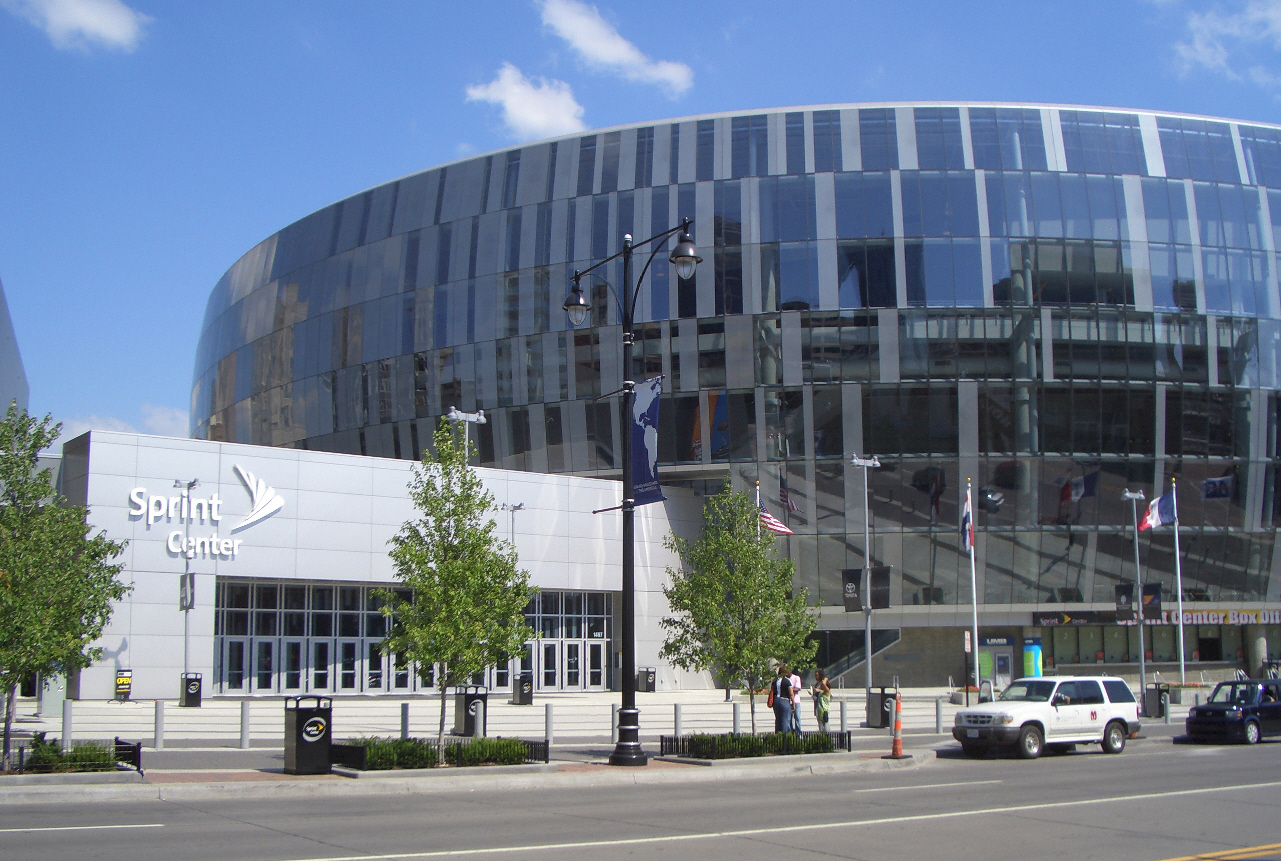
Nya arenan Sprint Center som staden byggde i förhoppning om att få ett NHL-lag dit.

Klubben började 1975 lida av de ekonomiska svårigheterna som drabbade den amerikanska Mellanvästern och kunde endast sälja 2000 av de 8000 säsongsbiljetterna och hade i dåläget en skuld på omkring 900 000 dollar. Stigande oljepriser och fallande priser på råvaror gjorde det svårt för klubben att överleva i Kansas City, framförallt då staden redan hade Kansas City Royals i MLB, Kansas City Chiefs i NFL och Kansas City Kings i NBA.
1976 beslutade ägarna och ligan att flytta laget till Denver, Colorado, och byta namn till Colorado Rockies i förhoppning om att det ska gå bättre både sportsligt och finansiellt.

### Ishockeyn i Kansas City efter Scouts
Efter det att NHL lämnat staden bakom sig hade Kansas City en del lag i de mindre ligorna och åren 1990–2001 spelade Kansas City Blades i IHL. Då IHL lades ner lades även Kansas City Blades ner.
Efter det har staden vid ett flertal tillfällen försökt att få ett lag i NHL bland annat genom att bygga en ny arena i stadens centrum, Sprint Center. Klubbar som har nämnts i sammanhanget för att flytta till Kansas City genom åren är Florida Panthers, Nashville Predators, New York Islanders, Phoenix Coyotes och Pittsburgh Penguins.